# 2018年至2019年度香港政府財政預算案
《2018年至2019年度香港政府財政預算案》，是財政司司長陳茂波於2018年2月28日在立法會綜合大樓發表的香港政府財政預算案。受惠於賣地和印花稅收入增加，財政年度（2017/18）盈餘逾1300億元，創歷史新高。起初，政府堅持不全民派錢，選擇向基層學生每人派發2000元和建議向未來一年向本地中小學生，派發1萬張海洋公園免費門票。預算案公佈後惹來外界批評，多名政黨人士要求政府全民派錢。港大民意調查顯示四成市民不滿預算案，評分僅48.2分，創11年來新低。

## 財政狀況
香港政府於2018至2019年度的實際總收入為6045億港元，而實際總支出則為5579億港元。當中，經常性開支佔4065億港元，較2017至2018年度增加11.8%。預計盈餘將會達至466億港元，財政儲備預計將為11386億港元。

## 經濟措施[2]

### 教育政策
- 增撥20億元的經常開支，推行各項措施，包括提升教師專業發展、加強支援幼稚園，以及推動融合教育和全方位學習。
- 撥款25億元，推行第八輪配對補助金計劃，為獲公帑資助的專上教育院校開拓經費來源。
- 邀請優質教育基金督導委員會撥出30億元，供學校推行校本課程設計、學生支援措施、校舍改善工程及購買物資。
- 向「資優教育基金」注資8億元，加強栽培資優學生。
- 香港特別行政區政府獎學基金亦會獲注資8億元，從二零一九／二零學年起增加更多獎學金名額。
- 為智障兒童學校、肢體傷殘兒童學校，以及視障兼智障兒童學校增加學校護士人手。
- 預留20億元，為有需要的公營學校加快安裝升降機，建設無障礙校園。
- 預留25億元，成立全新的學生活動支援基金，繼續支援有經濟需要的學生參與全方位學習活動，促進全人發展。
- 促進香港與內地姊妹學校交流試辦計劃將會恆常化，參與學校每年會獲發15萬元津貼，預計每年額外開支約1.7億元。

### 房屋方面
- 在賣地計劃包括四幅商業／酒店用地，可提供約53萬平方米樓面面積。
- 於2018年上半年進行公眾參與活動，討論增加土地供應的取捨和優次，年底前向政府提交建議。
- 預留10億元，資助合資格項目的基本工程費用，便利非政府組織以短期租約租用空置政府用地或校舍。

### 醫療服務
- 將醫院管理局的經常資助提高近60億元。
- 以三年為一周期，逐步增加醫管局的經常撥款。
- 邀請醫管局籌備第二個十年醫院發展計劃，研究現址重建瑪嘉烈醫院和屯門醫院、在京士柏用地興建新醫院，以及擴建北大嶼山醫院。
- 預留3,000億元，配合第二個十年醫院發展計劃、改善衞生署診所設施，以及提升醫療教學設施。
- 確保醫管局有足夠資源聘請所有本地醫科畢業生。
- 每年額外撥款約2億元，加強醫管局提供的醫療專業培訓。
- 於未來三年，進一步增加醫生、牙醫、護士和相關專職醫療人員的資助學額。
- 向衞生署每年額外撥款1億元，鼓勵市民採取健康生活模式。
- 提供約5,400萬元，推行為期三年的計劃，讓更多非政府機構為成年智障人士提供免費口腔檢查、牙科治療及口腔健康教育服務。
- 長者醫療券的累積上限今年會由4,000元提高至5,000元，他亦會一次性為所有合資格的長者，提供額外1,000元的金額，涉及約7.96億元。
- 設立5億元專項基金，促進中醫藥發展。

### 藝術
- 預留200億元改善和增建文化設施。
- 撥款5億元予康樂及文化事務署，用作添置博物館館藏及舉辦展覽。
- 每年增撥5,500萬元，支援九個主要演藝團體及香港藝術發展局資助的中小型藝團。
- 會向藝術發展配對資助試驗計劃增撥5億元，同時研究放寬計劃的配對條件。
- 逐步增加經常撥款至5,000萬元，支持香港藝團和藝術家到其他地方表演和舉辦展覽。
- 向香港藝術節協會增撥4,000萬元以支持藝術表演、以2,000萬元擴展社區文化大使計劃，以及撥出1.4億元，支援本地藝團和藝術家在粵港澳大灣區作文化交流。
- 撥款3億元，加強保護、推廣和傳承非物質文化遺產。
- 向粵劇發展基金注資7,000萬元。
- 在未來五年向香港的公共圖書館增撥2億元，以向兒童及家庭推廣閱讀。

### 體育
- 向藝術及體育發展基金注資10億元，資助訓練運動員和舉辦賽事。
- 撥款1億元，開展為期五年的地區體育活動資助計劃，鼓勵更多市民參與。
- 向精英運動員發展基金額外注資50億元。
- 撥款5億元推行全新的體育盛事配對資助計劃，鼓勵商界贊助大型體育賽事。

### 環境
預留8億元，進一步推動在政府建築物、場地及社區設施等設置可再生能源設施。

### 民生
- 預留80億元，回應十八區的訴求，如興建社區綜合大樓和利便行人的接駁設施等。
- 預留20億元，在未來十年推行街市現代化計劃。

## 相關討論

### 派發海洋公園門票
陳茂波在財政預算案中宣佈，將向基層學生派發一萬張香港海洋公園的門票。一方面，有學生歡迎相關安排，對於參觀感到興奮。另一方面，有議員批評安排是「小恩小惠」，亦有傳媒指出受惠學生只佔全港中小學生總數1%，僧多粥少。

### 豁免文憑試考試費
《財政預算案》宣佈2019年文憑試考生考試費，但其後因避免有人報考後到試場搗亂，改為只豁免日校考生的考試費。經民聯立法會議員盧偉國認為豁免自修生一半考試費已經足夠杜絕搗亂情況，不應一刀切將自修生從計劃剔除。

### 「派錢」話題
- 關愛共享計劃

## 外部連結
- 2018年至2019年度香港政府財政預算案網頁 （页面存档备份，存于）